# Premio Nacional de Literatura de Chile

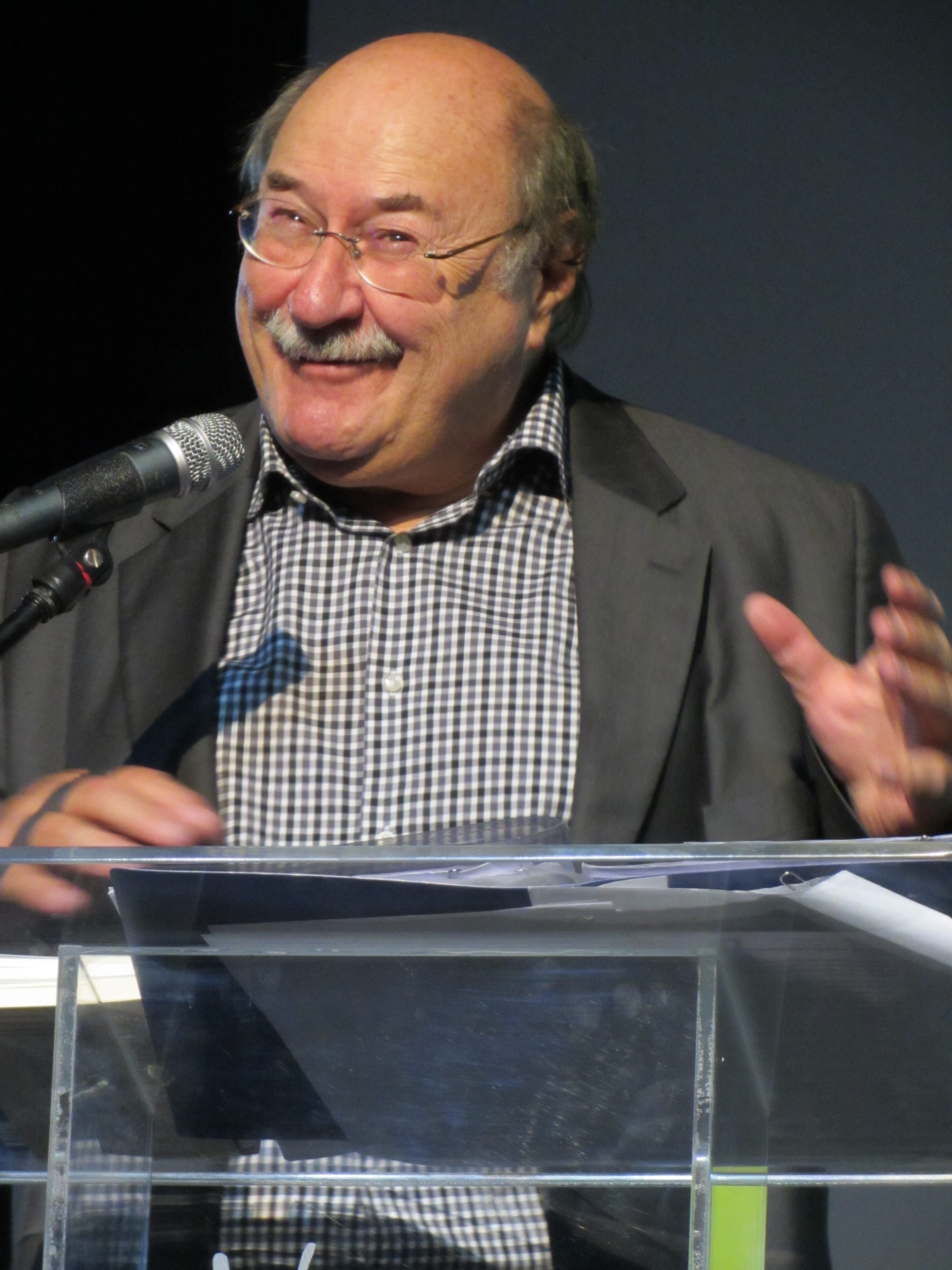
Antonio Skármeta, laureát ceny z roku 2014

El Premio Nacional de Literatura de Chile je chilské literární ocenění, udělované od 9. listopadu 1942. V letech 1942–1972 bylo udělováno každoročně, od roku 1972 již jen každý druhý rok. Cena je uznáním za celoživotní literární dílo, oceněnému tak náleží kromě finanční odměny také celoživotní renta.

## Přehled laureátů
Zdroj: Cámara Chilena del Libro
| - 1942 – Augusto D’Halmar - 1943 – Joaquín Edwards Bello - 1944 – Mariano Latorre - 1945 – Pablo Neruda - 1946 – Eduardo Barrios - 1947 – Samuel Lillo - 1948 – Ángel Cruchaga Santa María - 1949 – Pedro Prado - 1950 – José Santos González Vera - 1951 – Gabriela Mistral - 1952 – Fernando Santiván - 1953 – Daniel de la Vega - 1954 – Víctor Domingo Silva - 1955 – Francisco Antonio Encina - 1956 – Max Jara - 1957 – Manuel Rojas - 1958 – Diego Dublé Urrutia - 1959 – Hernán Díaz Arrieta - 1960 – Julio Barrenechea - 1961 – Marta Brunet | - 1962 – Juan Guzmán Cruchaga - 1963 – Benjamín Subercaseaux - 1964 – Francisco Coloane - 1965 – Pablo de Rokha - 1966 – Juvencio Valle - 1967 – Salvador Reyes - 1968 – Hernán del Solar - 1969 – Nicanor Parra - 1970 – Carlos Droguett - 1971 – Humberto Díaz Casanueva - 1972 – Edgardo Garrido - 1974 – Sady Zañartu - 1976 – Arturo Aldunate Phillips - 1978 – Rodolfo Oroz - 1980 – Roque Esteban Scarpa - 1982 – Marcela Paz - 1984 – Braulio Arenas - 1986 – Enrique Campos Menéndez - 1988 – Eduardo Anguita - 1990 – José Donoso | - 1992 – Gonzalo Rojas - 1994 – Jorge Edwards - 1996 – Miguel Arteche - 1998 – Alfonso Calderón - 2000 – Raúl Zurita - 2002 – Volodia Teitelboim - 2004 – Armando Uribe - 2006 – José Miguel Varas - 2008 – Efraín Barquero - 2010 – Isabel Allende - 2012 – Óscar Hahn - 2014 – Antonio Skármeta - 2016 – Manuel Silva Acevedo - 2018 – Diamela Eltit - 2020 – Elicura Chihuailaf - 2022 – Hernán Rivera Letelier - 2024 – Elvira Hernández |

## Galerie (výběr)

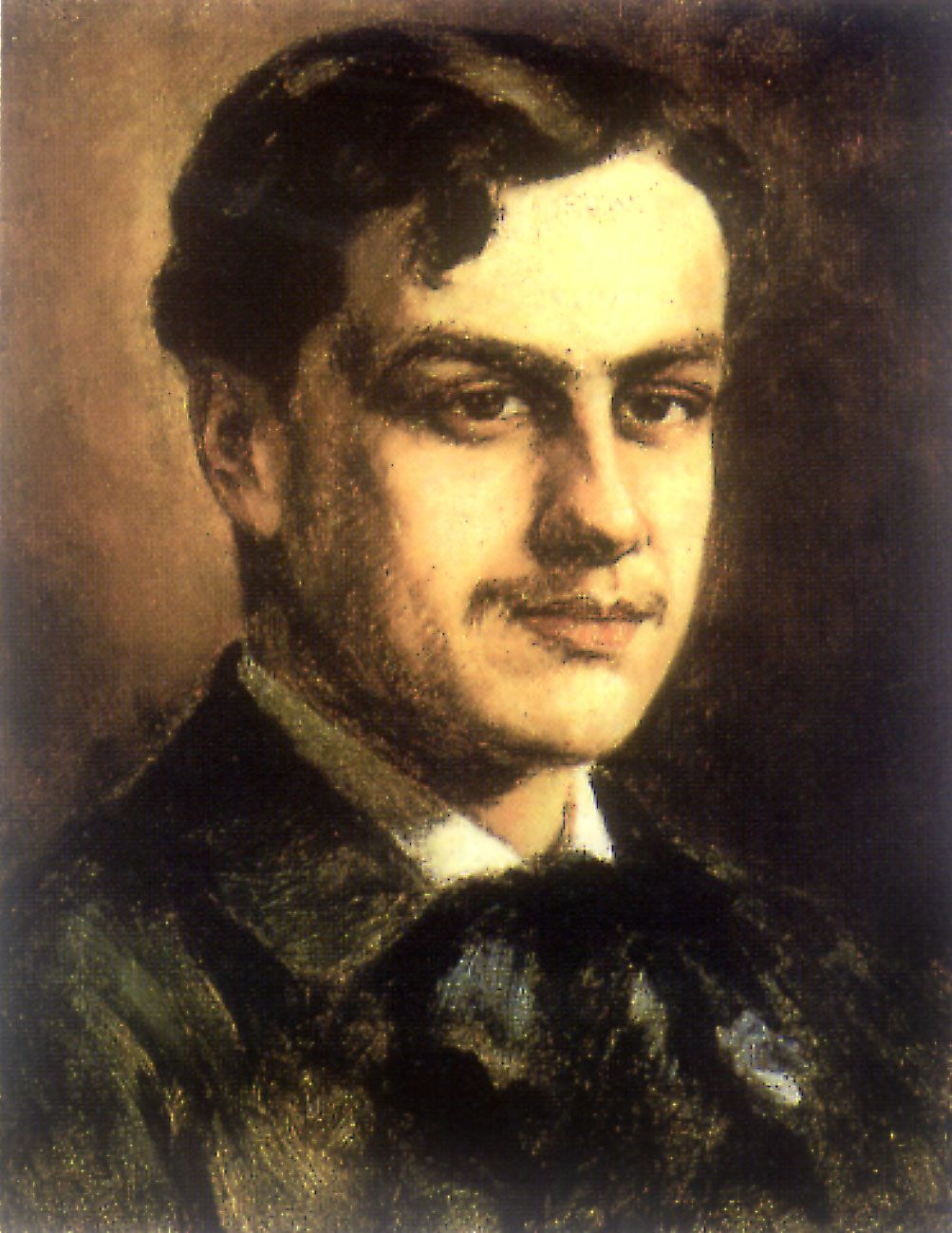
Augusto d'Halmar, první laureát ceny z roku 1942
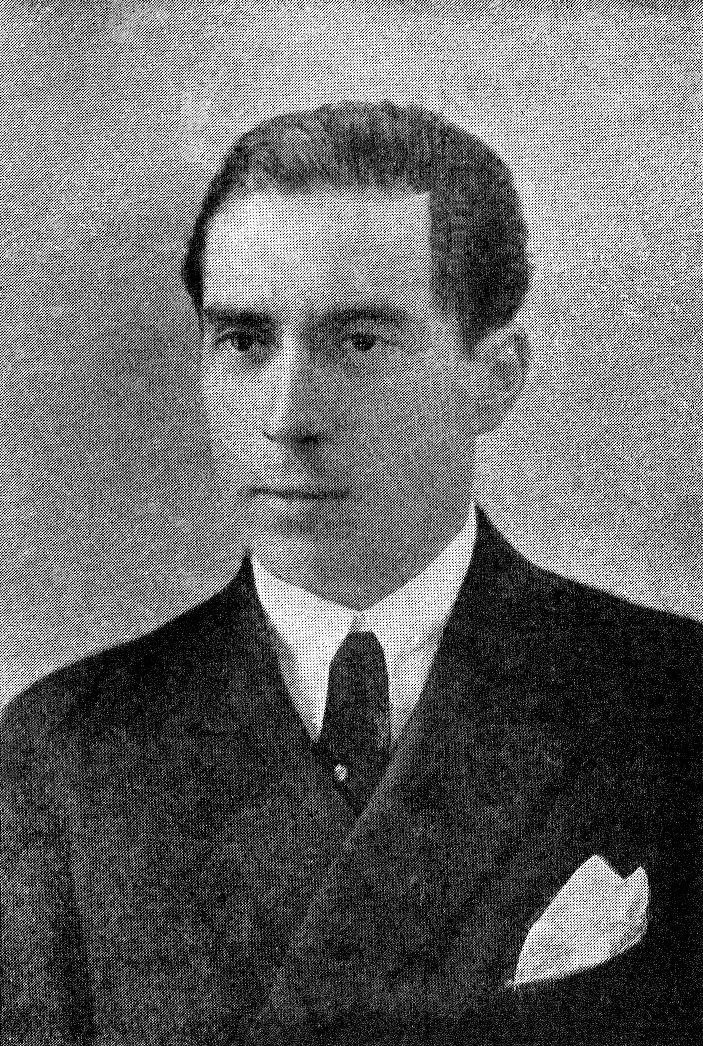
Ángel Cruchaga Santa María, laureát ceny z roku 1948
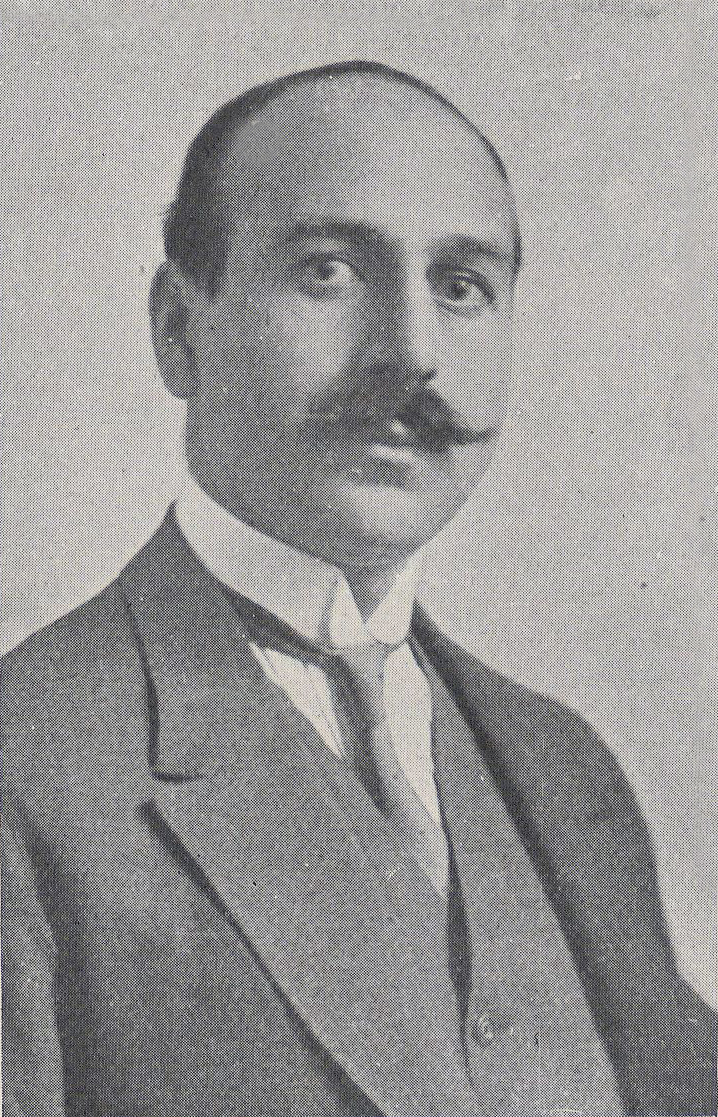
Fernando Santiván, laureát ceny z roku 1952
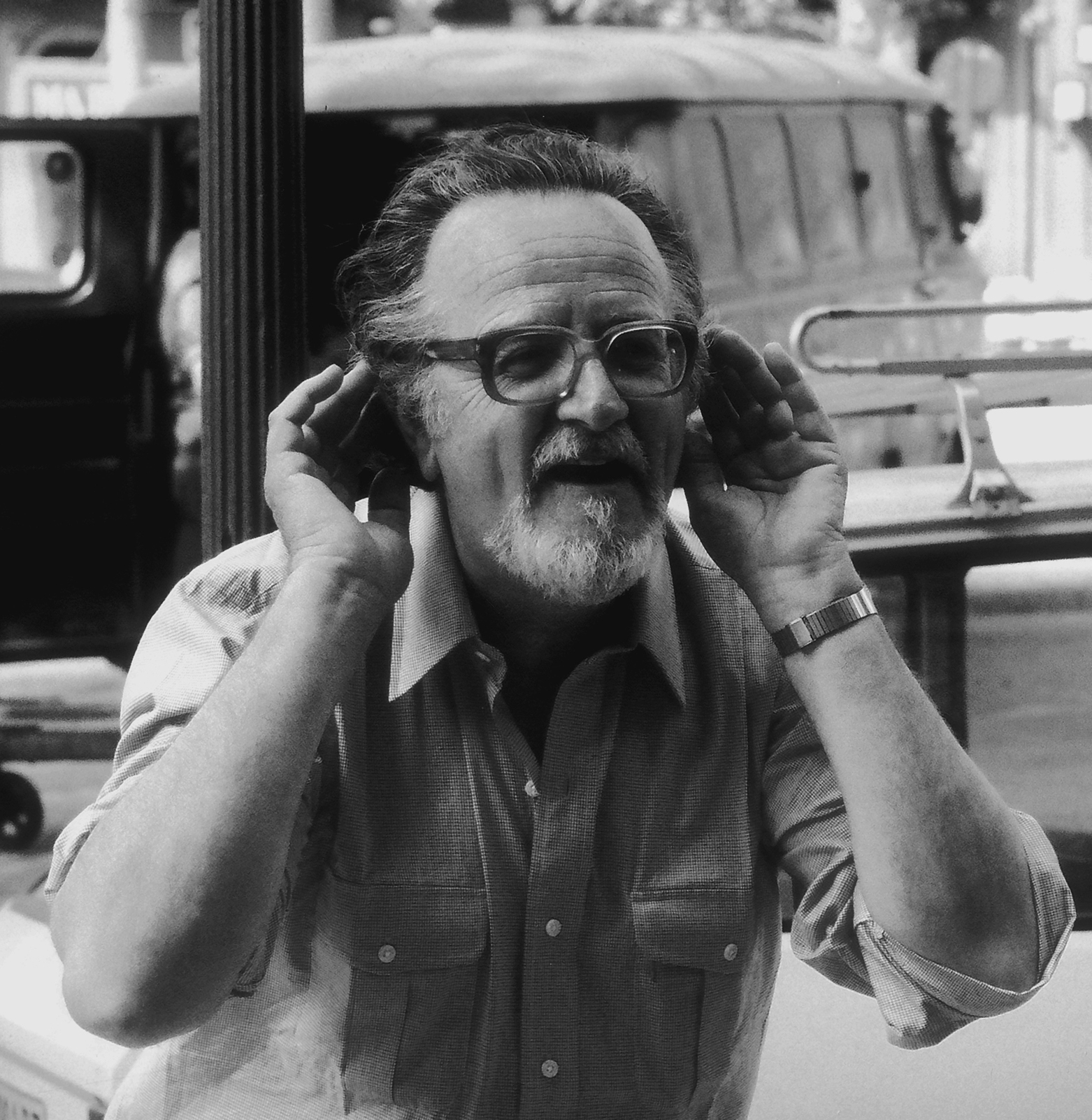
José Donoso, laureát ceny z roku 1990
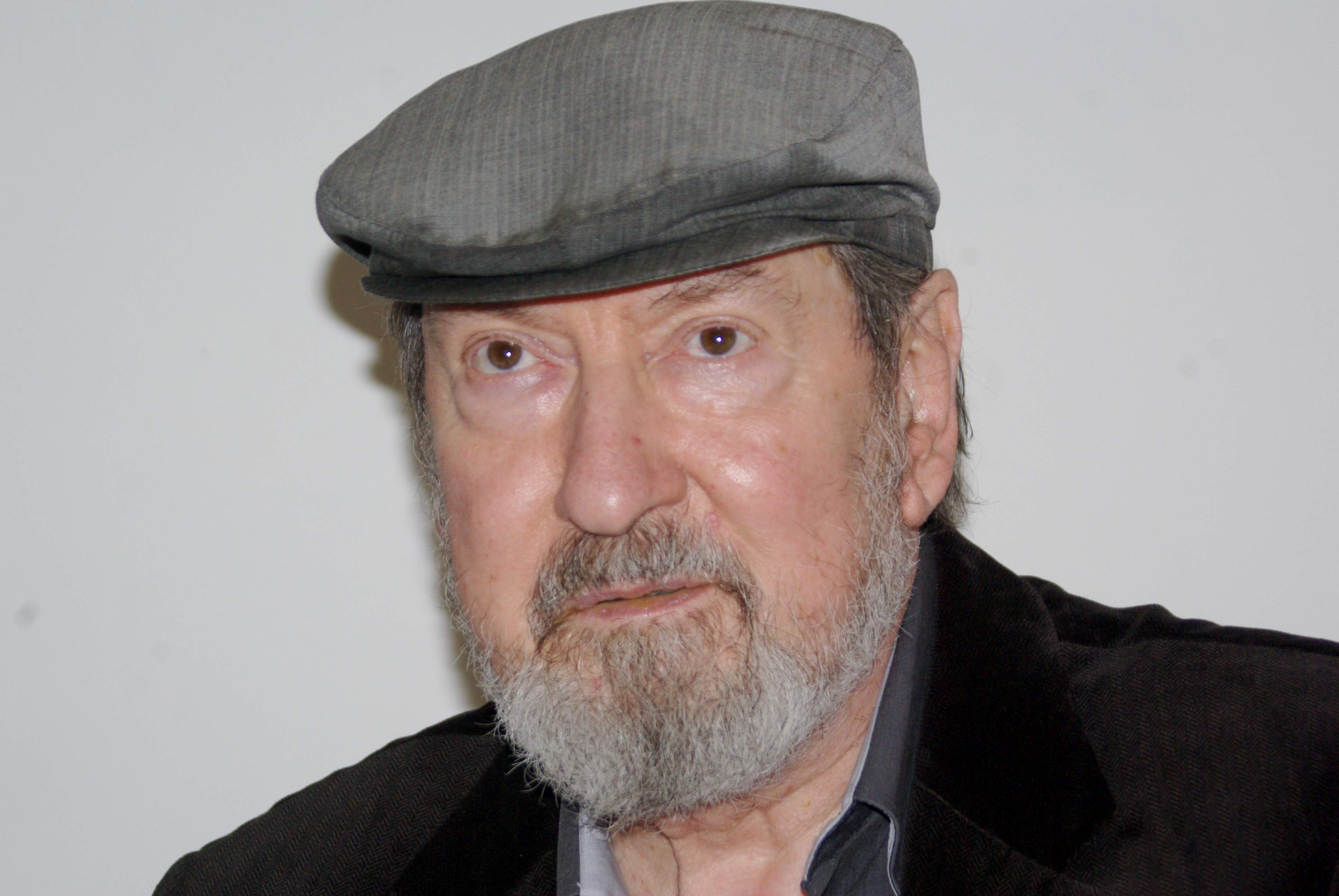
Manuel Silva Acevedo, laureát ceny z roku 2016